# Forsheda kyrka

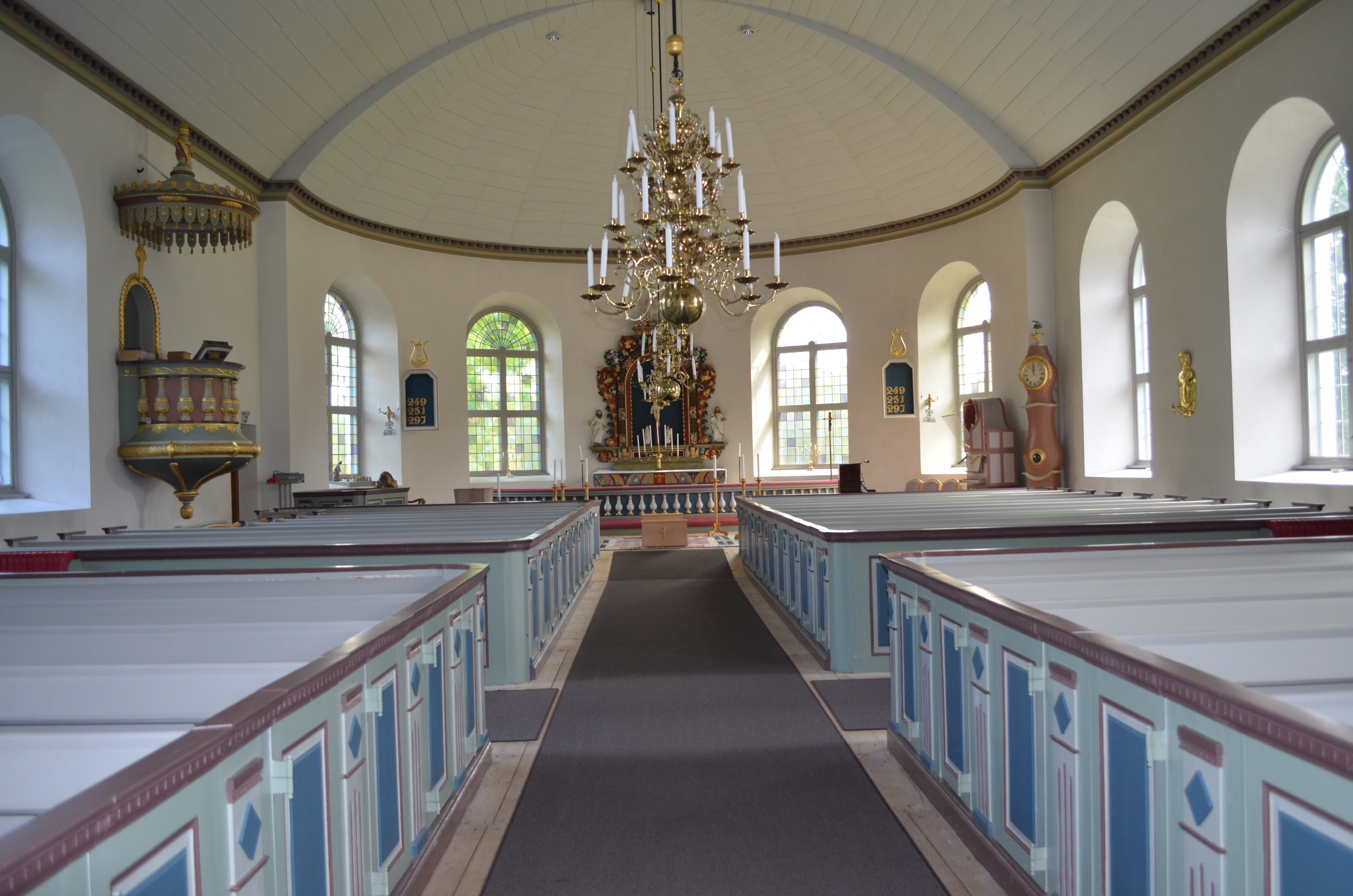
Forsheda kyrkas kyrkosal

Forsheda kyrka en kyrkobyggnad som tillhör Forshedabygdens församling i Växjö stift. Kyrkan ligger i samhället Forsheda i Värnamo kommun. På kyrkogården finns en runsten.

## Kyrkobyggnaden
Första helgedomen på platsen var ett enkelt träkapell som på 1300-talet ersattes av en stenkyrka. Den medeltida kyrkan blev utdömd som bristfällig och för liten. Nuvarande kyrka är en byggnad i empirstil, uppförd 1866 efter ritningar av Ludvig Hedin och invigd 1869 av biskop Henrik Gustaf Hultman. Kyrkan är byggd av sten och består av långhus med rundat kor i öster och torn i väster med avslutande  lanternin. Vid korets norra sida finns en vidbyggd sakristia.

## Inventarier
- Altaruppsats  från 1687 överflyttad från gamla kyrkan.Den har som centralmotiv Kristus på korset. Ramen är dekorerad med snidade  akantusrankor. På vardera sidor apostlabilder. Altaruppsatsen kröns av ett änglahuvud samt ett lamm med fana.
- Predikstolen som är rundformad, prydd med balusterdockor och har ett praktfullt ljudtak är byggd av Eric Nyman från Reftele socken.
- En äldre predikstol från 1640 förvaras i tornkammaren.
- Dopfunt något skadad c a 1250 förvaras i tornkammaren.
- Nuvarande kyrkklockor är tillverkade 1959.
- Altarets ljusstakar samt änglabilder intill nummertavlorna är gåvor av bygdens folk.

### Orgel
- 1738 byggde Lars Solberg, Norra Sandsjö, en orgel med 7 stämmor till kyrkan. Orgeln kostade 450 daler. Orgeln förbättrades av sonen Jonas Solberg som också satte in gedackt och pukstämma.[1]
- 1876 byggde Carl Elfström, Ljungby, en orgel med 13 stämmor till kyrkan.
- 1959 byggde Liareds orgelbyggeri, Liared, en mekanisk orgel till kyrkan. Fasaden är från 1876 års orgel.
- 1974 omdisponerades den av J. Künkels Orgelverkstad.

| Huvudverk I   | Svällverk II      | Pedal            | Koppel |
| Principal 8’  | Rörflöjt 8’       | Subbas 16’       | I/P    |
| Gedackt 8’    | Salicional 8'     | Oktava 8’        | II/P   |
| Oktava 4’     | Principal 4’      | Kvintadena 4'    | II/I   |
| Rörflöjt 4’   | Flöjt 4'          | Rauschkvint 3 ch |        |
| Kvinta 2 2/3' | Blockflöjt 2'     | Fagott 16'       |        |
| Oktava 2'     | Nasat 1 1/3'      |                  |        |
| Mixtur 4 ch   | Scharf 3 ch       |                  |        |
|               | Corno 8'          |                  |        |
|               | Crescendosvällare |                  |        |

- Kororgeln är byggd 1978 av J. Künkels Orgelverkstad och är en mekanisk orgel.

| Manual       | Pedal   |
| Gedackt 8’   | Bihängd |
| Rörflöjt 4’  |         |
| Principal 2’ |         |
| Oktava 1’    |         |

### Webbkällor
- Forsheda kyrkliga samfällighet
- byggnadspresentation